# Rodman Teltull
Rodman Teltull (* 29. Januar 1994 in Koror) ist ein palauischer Leichtathlet. Er ist spezialisiert auf Sprintdisziplinen. Sein Wettkampfgewicht beträgt 64 kg bei einer Körpergröße von 1,70 m.

## Leben
Rodman Teltull besuchte bis 2012 die Mindszenty High School in Koror, der ehemaligen Hauptstadt Palaus, einem Inselstaat im Pazifischen Ozean. Für die Schule trat er bei interozeanischen Wettkämpfen auch im 400-Meter-Lauf an. Seine Mannschaft sind die australischen Gold Coast Victory.

## Erfolge
Bei den Hallenweltmeisterschaften 2012 in Istanbul stellte er mit 7,20 s beim 60-Meter-Lauf (39. Platz von 61 Teilnehmern) einen neuen palauischen Rekord auf.
Bei den Olympischen Spielen 2012 in London war er bei der Eröffnungsfeier und Schlussfeier Fahnenträger für Palau. Im Vorlauf des 100-Meter-Laufes schied er dort mit persönlicher Bestleistung von 11,06 s aus; für ein Weiterkommen hätte er 10,80 s benötigt. Einen neuen nationalen Rekord lief er bei den Queensland Open Championships in Brisbane mit 10,71 s. Bei den Weltmeisterschaften 2015 in Peking war er erfolgreicher als bei der Olympiade: mit der Einstellung seines Rekordes von 10,71 s in der Vorrunde qualifizierte er sich für die Vorläufe. Bei der offenen Meisterschaft des Australian Capital Territory in Canberra am 6. Februar 2016 verbesserte er seinen nationalen Rekord auf 10,53 s. Ebenfalls 10,53 s lief er in der Vorqualifikation bei den Olympischen Spielen 2016 in Rio de Janeiro. Mit dieser Zeit gewann er zwar die Vorqualifikation in seiner Gruppe, schied jedoch dann in Runde 1 der Qualifikation aus. Bei der melanesischen Regionalmeisterschaft am 8. Juli 2016 in Suva verbesserte er seinen palauischen Rekord im 100-Meter-Lauf auf 10,52 s.

## Bestleistungen

### Freiluft
- 100-Meter-Lauf: 10,52 s am 8. Juli 2016 bei den Melanesischen Meisterschaften in Suva (palauischer Rekord)
- 200-Meter-Lauf: 21,84 s am 8. März 2015 bei der Queensland Open Championship in Brisbane (palauischer Rekord)

### Halle
- 60-Meter-Lauf: 6,94 s am 18. März 2016 bei den Hallenweltmeisterschaften in Portland, Oregon (palauischer Rekord)
- 200-Meter-Lauf: 23,20 s am 16. Februar 2018 beim EIU Friday Night Special in Charleston, Illinois (palauischer Rekord)